# Erythritoltetranitrat
Erythritoltetranitrat (ETN) ist ein Sprengstoff, vergleichbar mit PETN (Nitropenta).
Nitroerythrit tritt in farblosen Kristallen auf, die bei 61 °C schmelzen und sich bei 120 °C explosiv zersetzen. Erythritoltetranitrat ist ähnlich wie Glycerintrinitrat oder Pentaerythrittetranitrat ein Salpetersäureester.

## Eigenschaften
ETN hat eine relativ hohe Detonationsgeschwindigkeit von 8000 m/s bis 8100 m/s in der maximalen Dichte von 1,7219 g/cm³. Die Verpuffungstemperatur beträgt 154–160 °C, die Explosionswärme 6352 kJ/kg. Durch seinen niedrigen Schmelzpunkt wird ETN häufig in gießbaren Gemischen verwendet, wobei hohe Sicherheitsrisiken durch die gleichzeitig niedrige Zersetzungstemperatur bestehen. Zu dieser kritischen Eigenschaft kommt hinzu, dass der Stoff um etwa 33 % schlagempfindlicher ist als PETN, und nicht mehr als vier Jahre gelagert werden kann, was ihn militärisch und zivil unnutzbar macht.
Die Verbindung ist unlöslich in Wasser, gut löslich in Ethanol und Methanol, und sehr gut löslich in Aceton und einigen anderen Ketonen.

## Sauerstoffbilanz
Eine der Eigenschaften von Erythritoltetranitrat ist, dass es eine positive Sauerstoffbilanz hat. Das bedeutet, dass das Molekül mehr Sauerstoff enthält, als nötig ist, um allen vorhandenen Kohlenstoff und Wasserstoff vollständig zu Kohlenstoffdioxid und Wasser umzusetzen. 
{\displaystyle {\ce {C4H6N4O12 -> 4 CO2 + 3 H2O + 2 N2 + 1/2 O2}}}
Es bleibt ein halbes Mol Sauerstoff über, das noch andere brennbare Stoffe oxidieren kann.

## Herstellung
Die Herstellung erfolgt über die Behandlung des Polyols Erythrit mit einem Nitriersäuregemisch.

## Rechtliches
Der Erwerb, die Herstellung und der Vertrieb von Erythritoltetranitrat fallen in der Bundesrepublik Deutschland unter das Sprengstoffgesetz.